# François Gaudart
Pour les articles homonymes, voir Gaudart.
 (septembre 2010).
Si vous disposez d'ouvrages ou d'articles de référence ou si vous connaissez des sites web de qualité traitant du thème abordé ici, merci de compléter l'article en donnant les références utiles à sa vérifiabilité et en les liant à la section « Notes et références ».
François Pierre Eustache Gaudart, né le 12 janvier 1844 dans l'établissement français de Karikal (Inde française) et décédé le 6 juin 1923 à Cannes (Alpes-Maritimes), est un industriel français et le premier maire élu de Karikal.

## Biographie
Il est le fils de Pierre Eustache Gaudart, doyen des conseils agréés de Karikal, et de Elizabeth Théodora dite Lize Jude, et petit-fils de François-Pierre Gaudart (1732-1809), officier aux Indes, agent de la Compagnie française des Indes orientales, et d'Antoinette-Madhûra Nayagar (1765-1830).
Il appartient à une famille d'ancienne bourgeoisie parisienne issue de Pierre Gaudart, maître drapier, père de Claude Gaudart (1671-1741), qui se fixe à Paris comme maître maçon et entrepreneur de bâtiments. Le petit-fils de celui-ci, François-Pierre Gaudart (1732-1809), agent de la Compagnie des Indes en 1765, s'installe en Inde française,.
François Gaudart, bachelier en philosophie, étudie le droit et devient conseil agréé près le Tribunal de 1re instance de Karikal avec dispense du fait de son âge le 26 juillet 1864, puis conseil agréé près les tribunaux de Karikal et Pondichéry (1867-1909) et enfin avoué à Pondichéry. 
Élu conseiller local de Karikal (1872), puis conseiller général de l’Inde française (1879-1890), il devient le premier maire élu de Karikal le 30 mai 1880. Installé à Pondichéry, il est élu conseiller municipal de Pondichéry puis adjoint au maire et enfin conseiller privé du gouvernement de l’Inde française (1907-1923). 
En 1902, il fonde à Pondichéry, avec ses deux fils ingénieurs, Émile Gaudart(1872-1930) et Joseph-James Gaudart (1878-1951), l’usine métallurgique Gaudart-Sainte-Elisabeth (4,000 ouvriers) qui fournit du fer à tout le pays. Celle-ci est dénommée ainsi en souvenir de son épouse prénommée Elisabeth et comprend fonderie, ateliers et laminoirs. De 2.000 à 4.000 ouvriers indiens y travaillent ainsi que douze contre-maîtres belges qui viennent avec leur famille s'installer à Pondichéry. Lors de la grande guerre, avec ses fils, François Gaudart est mobilisé sur place, à la demande du gouvernement anglais pour travailler à l'économie des Alliés. En mai 1919, après avoir vendu, pour un montant d'environ 75 millions de francs de 1918, l'usine à BEST & CO du Nord de l'Inde qui transporte le matériel à Calcutta, il s'installe dans le sud de la France, à Cannes où il décède.   
Il est nommé chevalier de la Légion d’honneur par décret du 4 août 1914.
En 1920, il donne au conseil de fabrique de l’église Notre-Dame des Anges de Pondichéry, une statue de Jeanne d’Arc, grandeur nature, en marbre de Carrare, ainsi qu’un square, face à la mer, où la statue est placée et où elle se trouve toujours. 
Il épouse, le 21 mars 1870 à Madras (Inde anglaise), Elisabeth Donaghue, irlandaise catholique, née à Kamptee (Inde anglaise) le 3 mai 1849 et décédée à Bangalore (Inde anglaise) le 28 mars 1909.

## Sources
- Bertrand Ogerau-Solacroup, Etienne de Séréville, Sire de Grâce...une particule Tome G, Editions Cercles de pyramides, 2010, page 37.
- Pierre-Marie Dioudonnat, Encyclopédie de la fausse noblesse et de la noblesse d'apparence, 1994, page 311.
- Prevost M., Roman d'Amat et H. Tribout de Morembert, Dictionnaire de biographie française, notice « Edmond Gaudart » par J. Valynseele, Librairie Letouzey et Anè. Fascicule LXXXVII Garnier-Gaultier, Paris, 1980.
- Hubert Lamant, Armorial Général et Nobiliaire Français, notice « Gaudart » et « Gaudart de Soulages », juin 2009 (réimpr. Tome XLIX no 193-196 Fascicules 1-4), broché, 319p.